# Friedhelm Ost

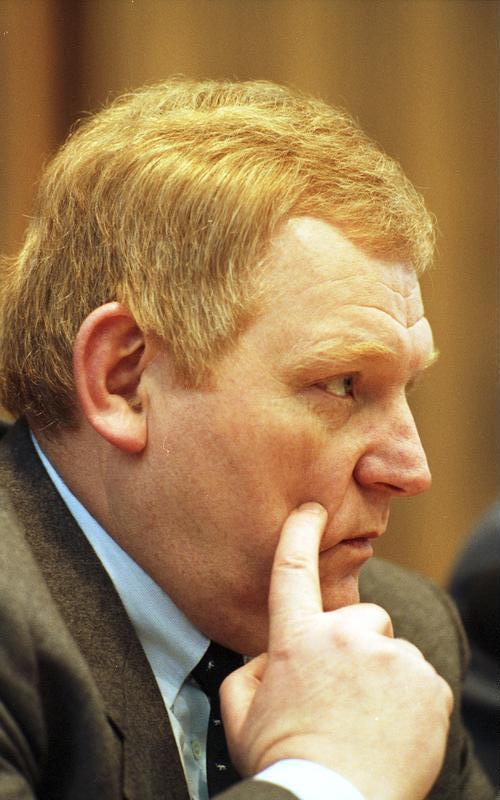
Friedhelm Ost, 1987

Friedhelm Ost (* 15. Juni 1942 in Castrop-Rauxel) ist ein deutscher Fernsehjournalist und Politiker (CDU). Er war von 1985 bis 1989 Chef des Presse- und Informationsamts der Bundesregierung (Regierungssprecher) und von 1990 bis 2002 Mitglied des Deutschen Bundestages.

## Leben
Friedhelm Ost bestand 1961 am Adalbert-Stifter-Gymnasium in Castrop-Rauxel das Abitur. Er studierte von 1961 bis 1965 Volkswirtschaftslehre an den Universitäten Freiburg und Köln. Das Studium schloss er als Diplom-Volkswirt ab. Von 1966 bis 1969 war er wissenschaftlicher Mitarbeiter einer Großbank, danach von 1969 bis 1972 Referent im Bundesverband deutscher Banken. 

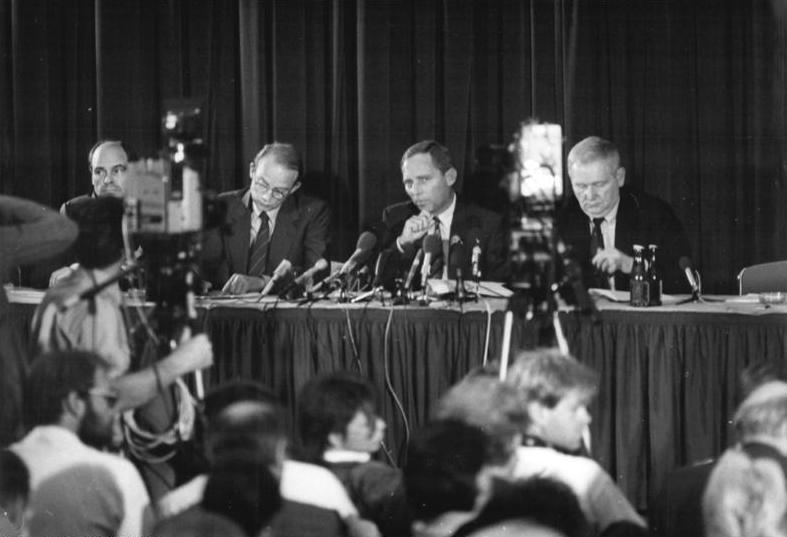
Besuch Honeckers in der BRD, Pressekonferenz am 8. September 1987. V.r.n.l.: Friedhelm Ost, Wolfgang Schäuble (Leiter des Bundeskanzleramtes), Hans Otto Bräutigam (Leiter der Ständigen Vertretung der BRD in der DDR)

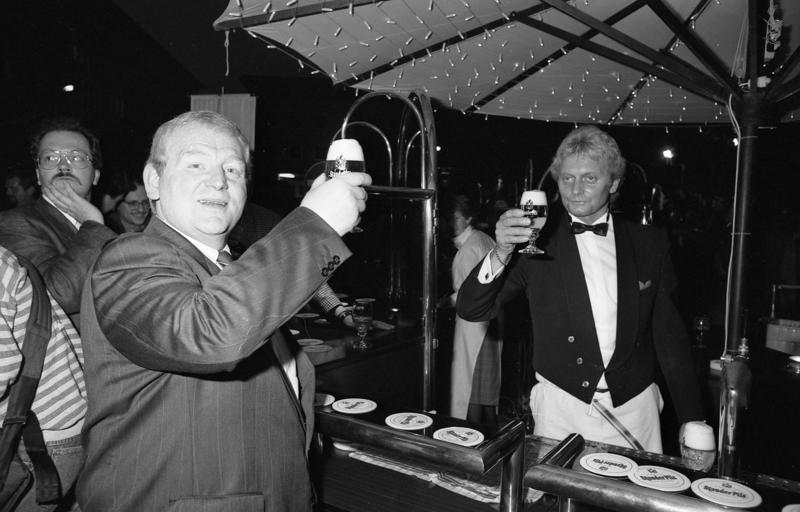
Ost als Leiter des Bundespresseamts in Bonn, 1988

Zwischen 1973 und 1985 arbeitete Ost als Wirtschaftsredakteur, Moderator und Kommentator beim ZDF. Er trat 1980 in die CDU ein. 1985 wurde Ost Staatssekretär und Chef des Presse- und Informationsamtes der Bundesregierung unter Helmut Kohl. Danach, von 1989 bis 1990, war er als wirtschaftspolitischer Berater des Bundeskanzlers, freier Journalist und Publizist tätig. Bis Ende 1990 war Ost Hauptgeschäftsführer der Wirtschaftsvereinigung Bergbau und Generalbevollmächtigter der Deutschen Vermögensberatung (DVAG). Zudem war er Präsident der Luftbrücke für atemwegserkrankte Kinder in Deutschland und Mitglied des Bundes Katholischer Unternehmer, sowie Mitglied der Akademie der Naturwissenschaften Russland, Moskau, Mitglied im Gouverneursrat der Universität Haifa (Israel) und Vorsitzender des Krone-Kreises. 
Ost ist Mitglied der CDU-Mittelstands- und Wirtschaftsvereinigung und war von 1990 bis 2002 Mitglied des Deutschen Bundestages. Von 1991 bis 1998 war er Vorsitzender des Wirtschaftsausschusses. Er ist Mitglied im Verband der wissenschaftlichen katholischen Studentenvereine Unitas und Vorstandsvorsitzender des Mid-Atlantik Club Bonn e. V.

## Wahlkreis
Osts Wahlkreis war der Wahlkreis Paderborn, der vorher von 1957 bis 1976 der Wahlkreis des früheren CDU-Parteivorsitzenden Rainer Barzel war.
Ost wurde 1990 mit 58,2 % der Erststimmen direkt in den Bundestag gewählt, 1994 errang er mit 56,9 % und 1998 mit 53,9 % der Erststimmen erneut das Direktmandat. Sein Nachfolger im Wahlkreis Paderborn war Gerhard Wächter.

## Ehrungen
- Goldenes Handwerkszeichen
- Großkreuz des Verdienstordens der Italienischen Republik (1986)
- Großkreuz des Falkenordens (1988)
- Großkreuz des portugiesischen Verdienstordens (1989)
- Bundesverdienstkreuz am Bande (22. Juni 1998)[1]

## Werke
- Die Krise der deutschen Automobilwirtschaft in den Beratungen des Deutschen Bundestages. In: Franz W. Peren (Hrsg.): Krise als Chance. Wohin steuert die deutsche Automobilwirtschaft? Frankfurt am Main: Frankfurter Allgemeine Zeitung, 1994, S. 161–173. ISBN 3-409-19190-9